# 摩澤爾 (密西西比州)
摩澤爾（英語：Moselle）是位於美國密西西比州瓊斯縣的普查規定居民點。

## 人口
根據2020年美國人口普查的數據，摩澤爾的面積為4.28平方千米，皆為陸地。當地共有人口304人，而人口密度為每平方千米71.03人。